# Banisteriopsis caapi
Banisteriopsis caapi, também conhecido como Jagube, liana, Mariri, Yagé ou Caapi, é um  cipó nativo da região amazônica, tem sua maior importância no uso religioso. Juntamente com o arbusto Psychotria viridis conhecida como Chacrona, a espécie é matéria-prima na produção de uma bebida conhecida por pelo menos, oitenta nomes diferentes, como, por exemplo, nixi honi xuma (pela tribo dos huni kui), Yagé, Kamarampi, Caapi, Natema, Pindé, Kahi, Mihi, Dápa, Nixi pae, Cipó dos espíritos, Santo Daime, Vegetal, Hoasca, Oaska ou mais comumente Ayahuasca.

## Nomenclatura
O Banisteriopsis caapi e a bebida ayahuasca são também conhecidas por seus nomes indígenas: yagé; capi  (Tukano); kahi (Yekuana); kahi ide (Makunas); kamarampi (Ashaninka); nixi honi xuma (Amahuaca); mihi (Cubeo); nixi pae (Kaxinauá); nepê/nepi (Colorado); Ondi (Sharanawa); natema (Jivaro), pindé/pinde (Kaiapa); uko (Záparos); uni (Yawanawás); huípa (Guahibo); dápha/dapá (Embera); dapkhir (Noanamá); una'o (Uitoto); biaxije (Camsá); yaje (Cofán /jahe/).
O Banisteriopsis caapi foi descrito e classificado como membro da família das Malpighiaceae pelo botânico inglês Richard Spruce, que, entre 1849 a 1864, viajou intensamente através da Amazônia brasileira, venezuelana e equatoriana, para montar um inventário da variedade de espécies de plantas lá encontradas na companhia de Alfred Russel Wallace e Henry Walter Bates. Ele conduziu um trabalho que reuniu mais de 30 000 espécimes vegetais da Amazônia e dos Andes, incluindo além do caapi os gêneros da seringueira ( Hevea ) e cinchona, da qual o quinino é derivado. Quanto às Malpighiaceae, esse estudo não só procedeu a descrição botânica da espécie como também sua utilização ritual (Dabocuri) pelos índios do Rio Uapés. Segundo ele, os nomes indígenas dessa espécie são caapi no Brasil e Venezuela, cadaná entre os índios Tukano do Uapés e Aia-huasca no Equador.
De acordo com o "Dicionário Mundial de Nomes de Plantas CRC", de Umberto Quattrocchi, a nomeação do gênero Banisteriopsis foi dedicada a John Banister, um clérigo e naturalista inglês do século XVII. Um nome anterior para o gênero era Banisteria e a planta é às vezes chamada de Banisteria caapi. Outros nomes incluem Banisteria quitensis, Banisteriopsis inebrians e Banisteriopsis quitensis.
Hoene (o.c) descreve ainda o encontro e identificação do Banisteriopsis inebrians (Morton); B. rusbyana (Ndz.) Morton; B. quitensis (Ndz.) Morton, todas elas identificadas nas regiões setentrionais na América do Sul por e com ação semelhante à B. caapi.

## Botânica
A videira gigante pode crescer até 30m de comprimento, entrelaçando outras plantas para suporte. Assemelha-se a Banisteriopsis membranifolia e Banisteriopsis muricata, ambos relacionados ao Banisteriopsis caapi.

### Flor
B. caapi produz flores pequenas brancas ou rosa pálido características com 12-14 mm e com 4 ou 5 que mais comumente aparecem em janeiro, mas são conhecidas por florescerem com pouca freqüência. As flores são distribuídas em um sistema de ramificação simpático. As flores são hermafroditas, raramente unissexual.Assemelha-se a Banisteriopsis membranifolia e Banisteriopsis muricata, ambos relacionados ao Banisteriopsis caapi.

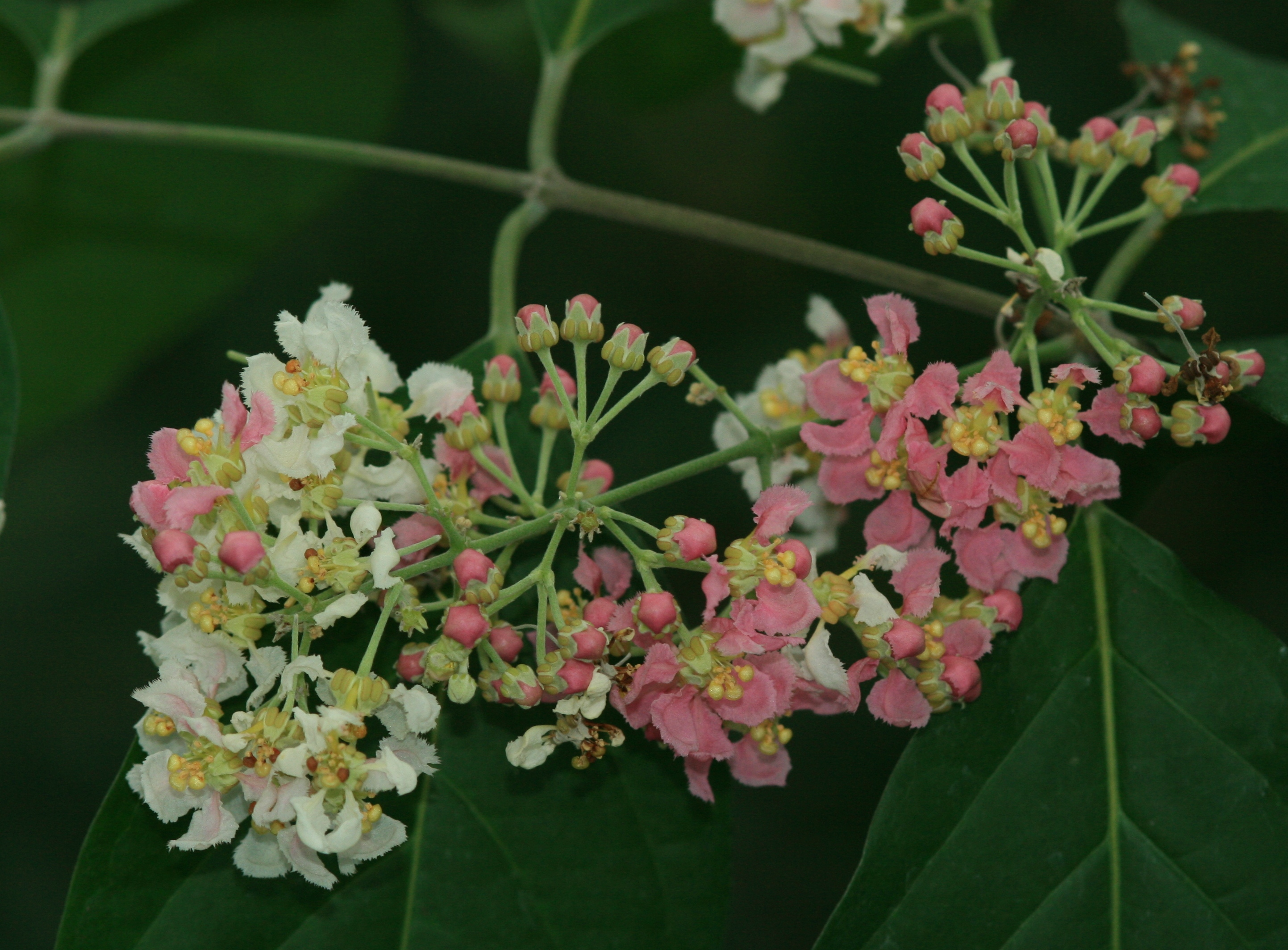
Banisteriopsis caapi com flores

### Fruto
As drupas ou esquizocarpo de uma única semente, semelhante a grãos de café e ricos em vitamina C.

### Ramos
É uma planta trepadeira ou vinha com hastes alongadas e finas que nunca se sustentam sozinhas. Cada nó tem seu respectivo internódio e folhas e brotos como um módulo. Todos os módulos da planta têm uma espessura e funcionalidade mais ou menos semelhantes, que adaptam o módulo às condições locais. A videira pode atingir até 30 metros de comprimento.

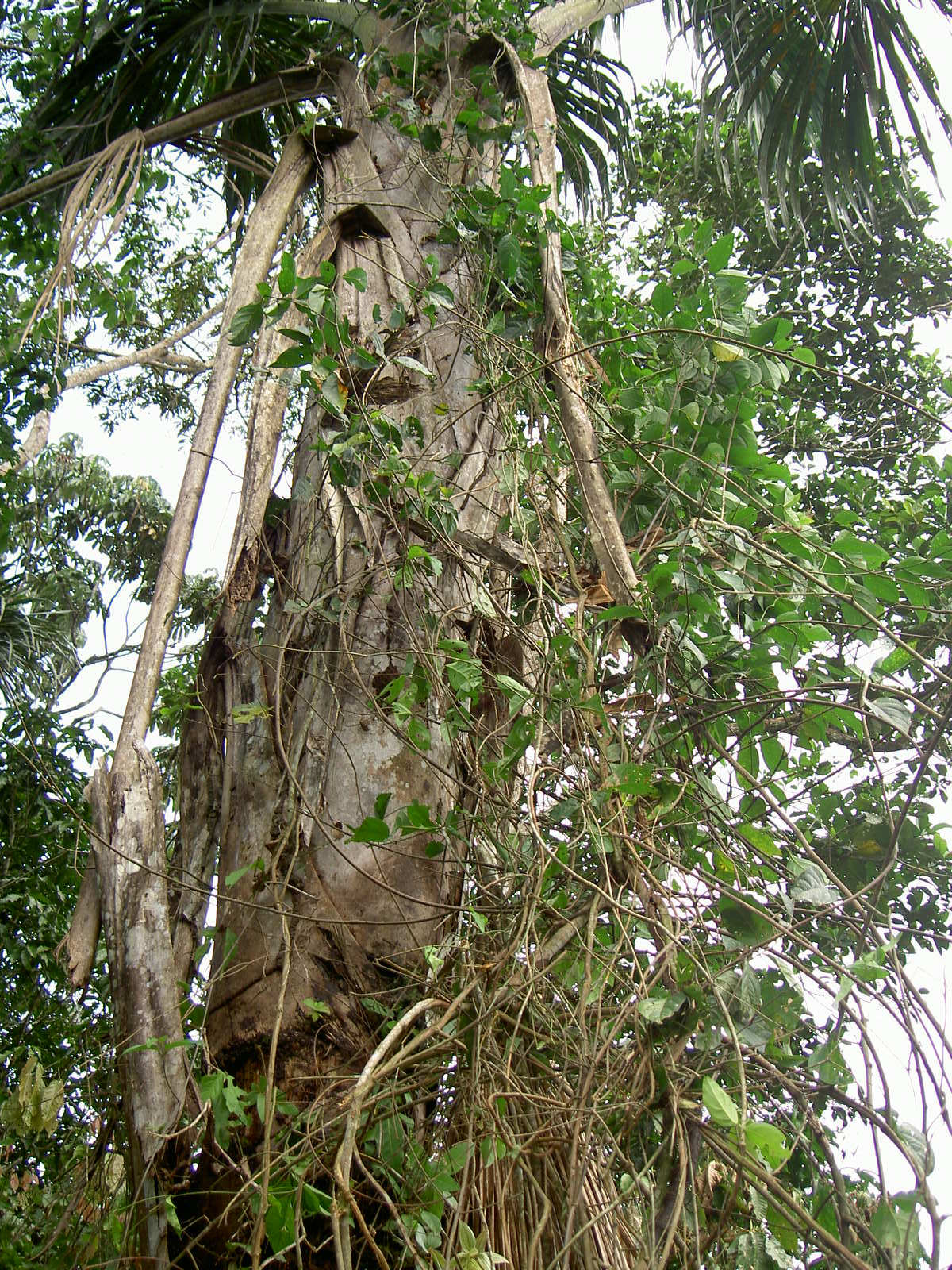
Banisteriopsis caapi ramos jovens e folhas

### Folhas
Como em Malpighiaceae, as folhas são grandes e crescem opostas e alternadas, simples e de bordas lobuladas, com glândulas multicelulares na borda e venação pinada.

## Distribuição e habitat
Geralmente cresce na floresta tropical onde é procurado pelos povos indígenas que a usam em Ritos da Medicina Tradicional, embora alguns grupos possam colhê-lo, os apreciadores mais conservadores preferem tirá-lo do ambiente natural quando consideram que ele é "mais poderoso".
A planta é endêmica das áreas tropical e subtropical da América do Sul, especialmente nos Andes e Amazonia da Colômbia, Equador, Peru, Bolívia, Brasil e Venezuela. Não é encontrada naturalmente em outros continentes do mundo, embora sua crescente popularidade a transforme para outros continentes como cultura ou como planta ornamental, mas não tolera frio extremo.

## Fitoquímica

### Alcaloides
B. caapi contém os seguintes alcaloides harmanos como princípios ativos:
- Harmina, 0,31–8,43%[13]
- Harmalina, 0,03–0,83%[13]
- Tetrahidroharmina, 0,05–2,94%[13]

Estes alcaloides da classe beta-carbolina atuam como inibidores da monoamina oxidase (IMAO). Os IMAOs permitem que o composto psicoativo primário, a dimetiltriptamina, que é introduzida a partir do outro ingrediente comum na ayahuasca orindo da planta Psychotria viridis, seja ativo por via oral.
As hastes contêm 0,11-0,83% de beta-carbolinas, com harmina e tetrahidroharmina como os principais componentes.
Os alcaloides estão presentes em todas as partes da planta.

### Polifenóis
Além das beta-carbolinas, sabe-se que o caapi contém proantocianidinas, epicatequina e procianidina B2, que possuem propriedades antioxidantes.

## Uso ritualístico
O caapi é utilizado pelos povos indígenas da área do rio Caiari-Uaupés e outras partes da América do Sul.:2
Dentre as entidades religiosas que tem como base de seus rituais o uso da Ayahuasca, o Centro Espírita Beneficente União do Vegetal, conhecido mais como União do Vegetal ou UDV, fundada e recriada pelo baiano José Gabriel da Costa, o Mestre Gabriel em Rondônia. A entidade ayahuasqueira mais antiga da idade contemporânea é o Santo Daime, fundado pelo maranhense Raimundo Irineu Serra, o Mestre Irineu em meados de 1930 no estado do Acre.
Juntamente com essas duas primeiras, a Barquinha, fundada no estado do Acre pelo também maranhense Daniel Pereira de Matos, formam linhas de uso da Ayahuasca em contexto urbano. Outra linha ayahuasqueira de grande importância é a linha fundada pelo amazonense Sebastião Mota, a qual é conhecida como Cefluris.
Já existem muitos estudos científicos que comprovam a inofensividade da bebida.[carece de fontes?] E seu uso religioso é legalizado em todo território brasileiro e em mais alguns países, como Estados Unidos e Espanha.